# 保护和促进文化表现形式多样性公约
《保護和促進文化表達多樣性公約》，簡稱《文化多樣性公約》，是聯合國教育、科學及文化組織於2005年10月21日於巴黎召開的第三十三屆組織大會會議中通過的公約。於2005年12月9日於巴黎簽訂。

## 外部連結
- （英文）Convention on the Protection and Promotion of the Diversity of Cultural Expressions 2005 （页面存档备份，存于），有各語言公約全文與各國簽訂現況